# Berna Wang
Berna Wang (Madrid, 17 de diciembre de 1957) es una poetisa, escritora, traductora y meditadora, española de ascendencia china, que conjuga en su obra la tradición occidental con la oriental.

## Trayectoria
Nació en Madrid, en el barrio de Chamberí, de padres chinos. Desde niña compaginó la enseñanza básica y secundaria con los estudios de violín en el Conservatorio Superior de Música de Madrid. Estudió  Psicología en la Universidad Complutense y dado su buen conocimiento del idioma inglés, dirigió su vida profesional hacia la traducción especializada en DD. HH. y la edición de textos.
Trabaja desde 1984 para Amnistía Internacional, la Agencia de la ONU para los Refugiados. Colabora también como voluntaria en varios proyectos relacionados con el budismo tibetano.
Iniciada muy pronto en las TIC,  publicó en 1997 junto a José Carro, Guía práctica para el uso del ordenador en la creación literaria. De la pluma a la araña (editorial Fuentetaja) donde volcaron su temprana experiencia en este campo.
En el curso 1996-1997 inició su actividad como profesora de escritura creativa en Fuentetaja para pasar más tarde a la Escuela de Escritores donde es profesora en distintos cursos.
Del año 2000 a 2009 colaboró con la publicación independiente La Insignia. En el 2002 ganó el premio del I Concurso Antonio Villalba de Cartas de Amor, convocado por el Taller de Escritura de Madrid.
Su obra poética se plasmó primero en Pequeños accidentes caseros (2004). En 2003 empezó a colaborar con Lara López en el espacio de Radio 3, Música es 3, para el que escribía breves textos poéticos. Estos textos se iban recogiendo en un blog titulado La mirada oblicua, que más tarde fue la génesis de su segundo libro, La mirada oblicua (2008). De su blog dice la propia autora que fue «un balcón de mi casa con vistas a la web, abierto a todos los vientos, a todas horas y a todo el que quiera pasar. O, no sé, en un cruce de pasillos y caminos.»
En 2018 volvió a colaborar con Lara López para el espacio Vive la vida, de RNE, con «Cosas que me explica mi madre», espacio bilingüe en el que comentaba pequeñas piezas de la cultura china. Esas colaboraciones fueron recogidas más tarde en la web Tusanaje.Finalmente, en 2024, toda esta trayectoria dio origen al libro Cosas que me explica mi madre,publicado en mayo de 2024 por la editorial MilMadres.
En 2019 Fulgencio Martínez incluyó algunos de sus poemas en la antología sobre poetas en la diáspora, La escritura plural. 33 poetas entre la dispersión y la continuidad de una cultura
Es una de las autoras incluida en la antología homenaje a Ida Vitale, Si cerca hubiese un mar (2023). 
Según sus propias palabras la búsqueda de la felicidad la llevó a la meditación y al budismo tibetano. Recoge parte de esa meditación, así como las traducciones de textos de distintos maestros contemporáneos del budismo en su blog Dharma en español.